# Кашина Ривалта Скривија (Алесандрија)
Кашина Ривалта Скривија је насеље у Италији у округу Алесандрија, региону Пијемонт.
Према процени из 2011. у насељу је живело 23 становника. Насеље се налази на надморској висини од 140 м.